# Ugorsko
Ugorsko es una población rural de la municipalidad de Vogošća, en Bosnia y Herzegovina.

## Demografía
Hasta 2013 la población era de 1017 habitantes.